# Kanton Vigny
Kanton Vigny (fr. Canton de Vigny) byl francouzský kanton v departementu Val-d'Oise v regionu Île-de-France. Tvořilo ho 18 obcí. Zrušen byl po reformě kantonů 2014.

## Obce kantonu
- Ableiges
- Avernes
- Cléry-en-Vexin
- Commeny
- Condécourt
- Courcelles-sur-Viosne
- Frémainville
- Gadancourt
- Gouzangrez
- Guiry-en-Vexin
- Le Perchay
- Longuesse
- Montgeroult
- Sagy
- Seraincourt
- Théméricourt
- Us
- Vigny